# Helinov zakon
Helinov zakon je termin za teorijska očekivanja da jedan od 89 prirodnih trudnoća koje završavaju rođenjem blizanaca, trojki jednom u 892 rođenja, a četverostruko jednom u 893 rođenja, a koliko god je to moguće, x — za jednostruki porod se predviđa jedan od (89)x−1 rođenja.